# Copa Mercosur 1999
II Copa Mercosur 1999

## 1/8 finału
Do ćwierćfinału awansują mistrzowie grup i trzej najlepsi z pięciu wicemistrzów.

### Grupa A
27.07  CA River Plate –  SE Palmeiras 3:3(1:2)
0:1 Ze Mario 7, 1:1 Martin Cardetti 10, 1:2 Evair 30, 1:3 Jackson 70, 2:3 Catalino Rivarola 87s, 3:3 Martin Cardetti 89
03.08  Cruzeiro EC –  CA River Plate 2:0(2:0)
1:0 Muller 12, 2:0 Geovanni 88
05.08  SE Palmeiras –  Racing Club de Avellaneda 7:0(5:0)
1:0 Euller 12, 2:0 Oseas 15, 3:0 Oseas 28, 4:0 Euller 36, 5:0 Paulo Nunes 45, 6:0 Rogerio 49, 7:0 Rogerio 75
12.08  CA River Plate –  Racing Club de Avellaneda 4:0(1:0)
1:0 Ariel Franco 44, 2:0 Martin Cardetti 74, 3:0 77, 4:0 Nelson Cuevas 75
26.08  SE Palmeiras –  Cruzeiro EC 2:2(1:1)
0:1 Marcelo Ramos 9, 1:1 Roque Junior 45, 2:1 Alex 54, 2:2 Marcelo Ramos 65
01.09  Cruzeiro EC –  Racing Club de Avellaneda 2:0(1:0)
1:0 Muller 9, 2:0 Cris 63
02.09  SE Palmeiras –  CA River Plate 3:0(0:0)
1:0 Evair 63, 2:0 Oseas 74, 3:0 Oseas 80
09.09  Racing Club de Avellaneda –  SE Palmeiras 2:4(1:3)
0:1 Alex 6, 1:1 Carlos Maximiliano Estevez 24, 1:2 Paulo Nunes 25, 1:3 Zinho 43, 2:3 Claudio Ubeda 63k, 2:4 Edmilson 86
15.09  Racing Club de Avellaneda –  Cruzeiro EC 0:4(0:2)
0:1 Paulo Isidoro 34, 0:2 Andre Luiz 41, 0:3 Paulo Isidoro 59, 0:4 Djair 50
23.09  CA River Plate –  Cruzeiro EC 0:3(0:1)
0:1 Geovanni 18, 0:2 Marcelo Ramos 82k, 0:3 Gustavo 92
06.10  Racing Club de Avellaneda –  CA River Plate 0:1(0:0)
0:1 Cristian Castillo 83
07.10  Cruzeiro EC –  SE Palmeiras 3:0(0:0)
1:0 Marcelo Ramos 53, 2:0 Marcelo Ramos 74, 3:0 Paulo Isidoro 78
| Klub                      | Mecze | Zw | Rem | Por | Pkt | BrZd | BrStr |
| ------------------------- | ----- | -- | --- | --- | --- | ---- | ----- |
| Cruzeiro EC               | 6     | 5  | 1   | 0   | 16  | 16   | 2     |
| SE Palmeiras              | 6     | 3  | 2   | 1   | 11  | 19   | 10    |
| CA River Plate            | 6     | 2  | 1   | 3   | 7   | 8    | 11    |
| Racing Club de Avellaneda | 6     | 0  | 0   | 6   | 0   | 2    | 22    |

- mecze pomiędzy  CA River Plate a  Cruzeiro EC zostały zaliczone jako walka o Recopa Sudamericana za rok 1997.

### Grupa B
28.07  SC Corinthians Paulista –  CA Independiente 1:2(1:0)
1:0 Luizao 31, 1:1 Esteban Matias Cambiasso 52, 1:2 Luis Alberto Guadalupe 77
28.07  CA Vélez Sarsfield –  Grêmio Porto Alegre 1:1(1:1)
1:0 Patricio Alejandro Camps 20, 1:1 Agnaldo 36
05.08  CA Independiente –  CA Vélez Sarsfield 1:1(0:0)
1:0 Esteban Matias Cambiasso 86, 1:1 Patricio Alejandro Camps 89k
10.08  CA Vélez Sarsfield –  SC Corinthians Paulista 0:3(0:1)
0:1 Ricardinho 43, 0:2 Fernando Baiano 79, 0:3 Fernando Baiano 88
11.08  Grêmio Porto Alegre –  CA Independiente 2:0(0:0)
1:0 Ronaldo 59, 2:0 Magrao 83
24.08  Grêmio Porto Alegre –  CA Vélez Sarsfield 1:0(1:0)
1:0 Macedo 18
27.08  Grêmio Porto Alegre –  SC Corinthians Paulista 0:0

01.09  CA Vélez Sarsfield –  CA Independiente 0:0 (mecz przerwany został w 44 minucie, powtórzony 21.09)

16.09  SC Corinthians Paulista –  Grêmio Porto Alegre 4:1(2:1)
1:0 Fernando Baiano 10, 2:0 Marcelinho 38, 2:1 Ronaldo 43, 3:1 Luizao 74, 4:1 Fernando Baiano 80
21.09  CA Vélez Sarsfield –  CA Independiente 1:1(0:0)
(powtórzenie meczu z 1 września)
1:0 Patricio Alejandro Camps 62, 1:1 Jose Luis Calderon 65
28.09  CA Independiente –  SC Corinthians Paulista 2:0(0:0)
1:0 Jose Luis Calderon 51, 2:0 Bruno Marioni 65
05.10  SC Corinthians Paulista –  CA Vélez Sarsfield 2:0(1:0)
1:0 Fredy Rincon 20, 2:0 Cesar Prates 65
05.10  CA Independiente –  Grêmio Porto Alegre 1:0(0:0)
1:0 Claudio Fernando Graf 76
| Klub                    | Mecze | Zw | Rem | Por | Pkt | BrZd | BrStr |
| ----------------------- | ----- | -- | --- | --- | --- | ---- | ----- |
| CA Independiente        | 6     | 3  | 2   | 1   | 11  | 7    | 5     |
| SC Corinthians Paulista | 6     | 3  | 1   | 2   | 10  | 10   | 5     |
| Grêmio Porto Alegre     | 6     | 2  | 2   | 2   | 8   | 5    | 6     |
| CA Vélez Sarsfield      | 6     | 0  | 3   | 3   | 3   | 3    | 9     |

### Grupa C
29.07  CD Universidad Católica –  CA San Lorenzo de Almagro 1:0(1:0)
1:0 Hugo Brizuela 11
31.07  CA Boca Juniors –  São Paulo FC 5:1(4:1)
1:0 Guillermo Barros Schelotto 4, 2:0 Guillermo Barros Schelotto 14, 3:0 Hugo Benjamin Ibarra 22, 3:1 Rai 29, 4:1 Guillermo Barros Schelotto 31, 5:1 Antonio Daniel Barijho 90
04.08  CA San Lorenzo de Almagro –  CA Boca Juniors 1:0(1:0)
1:0 Ariel Maximiliano Lopez 15
11.08  CD Universidad Católica –  São Paulo FC 0:3(0:2)
0:1 Wilson 23, 0:2 França 34, 0:3 Souza 85
25.08  São Paulo FC –  CA San Lorenzo de Almagro 4:1(2:0)
1:0 Carlos Miguel 10, 2:0 Rogerio 35, 3:0 França 59, 4:0 Marcelinho 76, 4:1 Bernardo Romeo 83
26.08  CA Boca Juniors –  CD Universidad Católica 1:0(1:0)
1:0 Martin Palermo 81
07.09  CA San Lorenzo de Almagro –  CD Universidad Católica 4:0(2:0)
1:0 Lucas Andres Rusneri 19, 2:0 Bernardo Romeo 39, 3:0 Raul Enrique Estevez 53, 4:0 Bernardo Romeo 77
08.09  São Paulo FC –  CA Boca Juniors 1:1(1:1)
0:1 Diego Cagna 24, 1:1 Marcio Santos 38
22.09  São Paulo FC –  CD Universidad Católica 2:0(1:0)
1:0 França 24, 2:0 França 84
22.09  CA Boca Juniors –  CA San Lorenzo de Almagro 0:1(0:1)
0:1 Claudio Marcelo Morel 30
07.10  CA San Lorenzo de Almagro –  São Paulo FC 1:0(1:0)
1:0 Lucas Andres Pusineri 15
07.10  CD Universidad Católica –  CA Boca Juniors 1:3(0:1)
0:1 Martin Palermo 2, 0:2 Guillermo Barros Schelotto 62k, 1:2 Marco Antonio Figueroa 78k, 1:3 Guillermo Barros Schelotto 82
| Klub                      | Mecze | Zw | Rem | Por | Pkt | BrZd | BrStr |
| ------------------------- | ----- | -- | --- | --- | --- | ---- | ----- |
| CA San Lorenzo de Almagro | 6     | 4  | 0   | 2   | 12  | 8    | 5     |
| CA Boca Juniors           | 6     | 3  | 1   | 2   | 10  | 10   | 5     |
| São Paulo FC              | 6     | 3  | 1   | 2   | 10  | 11   | 8     |
| CD Universidad Católica   | 6     | 1  | 0   | 5   | 3   | 2    | 13    |

### Grupa D
28.07  Club Nacional de Football –  Cerro Porteño 3:1(2:1)
1:0 Gustavo Varela 2, 2:0 Milton Nuñez 16, 2:1 Sergio Enrique Fernandez 22, 3:1 Ruben Sosa 89
29.07  CA Peñarol –  CR Vasco da Gama 2:1(2:1)
0:1 Juninho 23, 1:1 Marcelo De Souza 28, 2:1 Clever Romero 31
03.08  CR Vasco da Gama –  Club Nacional de Football 1:0(0:0)
1:0 Alex Oliveira 88
11.08  Cerro Porteño –  CA Peñarol 2:2(0:1)
0:1 Nestor Gabriel Cedres 31, 0:2 Marcelo De Souza 52, 1:2 Raul Basilio Roman 64, 2:2 Dario Raul Caballero 84
24.08  Cerro Porteño –  CR Vasco da Gama 1:1(0:0)
1:0 Juan Manuel Sara 74, 1:1 Donizete 89
25.08  CA Peñarol –  Club Nacional de Football 0:0

31.08  CR Vasco da Gama –  CA Peñarol 1:1(0:0)
1:0 Gilberto 50, 1:1 Nestor Gabriel Cedres 85
07.09  Club Nacional de Football –  CR Vasco da Gama 3:0(2:0)
1:0 Milton Nuñez 3, 2:0 Milton Nuñez 16, 3:0 Milton Nuñez 63
14.09  CA Peñarol –  Cerro Porteño 3:2(0:0)
0:1 Gauchinho 60, 0:2 Osvaldo Antonio Peralta 75, 1:2 Walter Pandiani 76, 2:2 Pablo Bengoechea 81pen, 3:2 Walter Pandiani 89
29.09  Cerro Porteño –  Club Nacional de Football 2:3(1:1)
0:1 Gabriel Alvez 13k, 1:1 Jorge Luis Campos 23, 2:1 Diego Antonio Gavilan 76, 2:2 Gabriel Alvez 87, 2:3 Raul Bergara 82
05.10  CR Vasco da Gama –  Cerro Porteño 5:1(1:0)
1:0 Viola 31, 2:0 Paulo Cesar 73, 3:0 Paulo Miranda 75, 3:1 Diego Antonio Gavilan 79, 4:1 Ramon 87, 5:1 Ramon 89
05.10  Club Nacional de Football –  CA Peñarol 1:2(0:1)
0:1 Walter Pandiani 20, 0:2 Antonio Pacheco 58, 1:2 Jorge Delgado 77
| Klub                      | Mecze | Zw | Rem | Por | Pkt | BrZd | BrStr |
| ------------------------- | ----- | -- | --- | --- | --- | ---- | ----- |
| CA Peñarol                | 6     | 3  | 3   | 0   | 12  | 10   | 7     |
| Club Nacional de Football | 6     | 3  | 1   | 2   | 10  | 10   | 6     |
| CR Vasco da Gama          | 6     | 2  | 2   | 2   | 8   | 9    | 8     |
| Cerro Porteño             | 6     | 0  | 2   | 4   | 2   | 9    | 17    |

### Grupa E
27.07  CR Flamengo –  Club Olimpia 2:1(2:0)
1:0 Romario 12, 2:0 44, 2:1 Walter David Avalos 55k
28.07  Club Universidad de Chile –  CSD Colo-Colo 0:2(0:1)
0:1 Sebastian Gonzalez 42, 0:2 Marcos Gonzalez 47s
04.08  Club Olimpia –  Club Universidad de Chile 2:1(1:0)
1:0 Richart Martin Baez 9, 1:1 Pedro Gonzalez 29, 2:1 Francisco Javier Esteche 83k
04.08  CSD Colo-Colo –  CR Flamengo 0:4(0:3)
0:1 Rodrigo Mendes 12, 0:2 Romario 22, 0:3 Rodrigo Mendes 44, 0:4 Fabio Baiano 80
12.08  CSD Colo-Colo –  Club Olimpia 1:0(0:0)
1:0 Cristian Montecinos 75
26.08  Club Universidad de Chile –  CR Flamengo 2:0(0:0)
1:0 Jorge Guzman 61, 2:0 Emiliano Rey 74
08.09  Club Olimpia –  CR Flamengo 3:1(3:0)
0:1 Leonardo 13, 1:1 Francisco Javier Esteche 34, 2:1 Juan Carlos Franco 41, 3:1 Julio Cesar Yegros 88
09.09  CSD Colo-Colo –  Club Universidad de Chile 0:0

15.09  Club Universidad de Chile –  Club Olimpia 1:2
1:0 Flavio Maestri 17, 1:1 Richard Martin Baez 20, 1:2 Walter David Avalos 30
21.09  CR Flamengo –  CSD Colo-Colo 2:2(2:0)
1:0 Caio 19, 2:0 Marco Antonio 39, 2:1 Raul Muñoz 79, 2:2 Fernando Vergara 87
07.10  CR Flamengo –  Club Universidad de Chile 7:0(4:0)
1:0 Caio 5, 2:0 Romario 16, 3:0 Romario 17, 4:0 Romario 35, 5:0 Marco Antonio 48, 6:0 Romario 55, 7:0 Rodrigo Mendes 87
07.10  Club Olimpia –  CSD Colo-Colo 2:1(1:0)
1:0 Richart Martin Baez 30, 1:1 Marcelo Barticciotto 50, 2:1 Jose Silvano Puente 67
| Klub                      | Mecze | Zw | Rem | Por | Pkt | BrZd | BrStr |
| ------------------------- | ----- | -- | --- | --- | --- | ---- | ----- |
| Club Olimpia              | 6     | 4  | 0   | 2   | 12  | 10   | 7     |
| CR Flamengo               | 6     | 3  | 1   | 2   | 10  | 16   | 8     |
| CSD Colo-Colo             | 6     | 2  | 2   | 2   | 8   | 6    | 8     |
| Club Universidad de Chile | 6     | 1  | 1   | 4   | 4   | 4    | 13    |

### Tabela wicemistrzów grup
| Klub                      | Mecze | Zw | Rem | Por | Pkt | BrZd | BrStr |
| ------------------------- | ----- | -- | --- | --- | --- | ---- | ----- |
| SE Palmeiras              | 6     | 3  | 2   | 1   | 11  | 19   | 10    |
| CR Flamengo               | 6     | 3  | 1   | 2   | 10  | 16   | 8     |
| SC Corinthians Paulista   | 6     | 3  | 1   | 2   | 10  | 10   | 5     |
| CA Boca Juniors           | 6     | 3  | 1   | 2   | 10  | 10   | 5     |
| Club Nacional de Football | 6     | 3  | 1   | 2   | 10  | 10   | 6     |

- SC Corinthians Paulista i  CA Boca Juniors zostali wicemistrzami grupy z identycznym dorobkiem; Corinthians Paulista São Paulo wygrał losowanie o trzecie miejsce wśród wicemistrzów grup.

## 1/4 finału (20.10i27.10)
SE Palmeiras –  Cruzeiro EC 7:3 i 0:2 (mecze 22.10 i 29.10)
1. 1:0 Paulo Nunes 16, 1:1 Isaias 19, 1:2 Ricardinho 28, 2:2 Evair 56, 3:2 Alex 77, 4:2 Evair 79, 4:3 Marcelo Ramos 84, 5:3 Euller 86, 6:3 Paulo Nunes 92, 7:3 Euller 94
2. 0:1 Muller 45, 0:2 Valdo 48

 CA Independiente –  CR Flamengo 1:1 i 0:4 (mecze 02.11 i 05.11)
1. 0:1 Fabio Baiano 60, 1:1 Jose Luis Calderon 76
2. 0:1 Leandro Machado 17, 0:2 Fabio Baiano 20, 0:3 Romario 24, 0:4 Leandro Machado 55

 CA San Lorenzo de Almagro –  SC Corinthians Paulista 2:1 i 2:1 (pierwszy mecz 21.10)
1. 0:1 Ricardinho 25, 1:1 Marcio Costa 43s, 1:2 Ivan Ramiro Cordoba 66
2. 1:0 Edilson 14, 1:1 Guillermo Luis Franco 17, 2:1 Bernardo Romeo 51

 Club Olimpia –  CA Peñarol 1:0 i 0:3
1. 1:0 Luis Alberto Monzon 70
2. 0:1 Nestor Gabriel Cedres 15, 0:2 Walter Pandiani 49, 0:3 Walter Pandiani 64

## 1/2 finału (18.11i07.12)
CA San Lorenzo de Almagro –  SE Palmeiras 1:0 i 0:3
1. 1:0 Ivan Ramiro Cordoba 57k
2. 0:1 Junior Baiano 3, 0:2 Javier Francisco Arce 74, 0:3 Javier Francisco Arce 93k

 CR Flamengo –  CA Peñarol 3:0 i 2:3 (mecze 25.11 i 09.12)
1. 1:0 Leandro 29, 2:0 Maurinho 44, 3:0 Lê 82
2. 0:1 Pablo Bengoechea 45, 1:1 Athirson 70k, 2:1 Reinaldo 78, 2:2 Martin Garcia 79, 2:3 Pablo Bengoechea 90k

## FINAŁ
CR Flamengo –  SE Palmeiras 4:3 i 3:3
16 grudnia 1999? ? (?)

 CR Flamengo –  SE Palmeiras 4:3(1:1)

Sędzia: ?

Bramki: 1:0 Juan 6, 1:1 Junior Baiano 43, 1:2 Faustino Asprilla 68, 2:2 Caio 70, 2:3 Paulo Nunes 73, 3:3 Caio 75, 4:3 Reinaldo 85

Clube de Regatas do Flamengo: ?

SE Palmeiras:?
20 grudnia 1999? ? (?)

 SE Palmeiras –  CR Flamengo 3:3(1:0)

Sędzia: ?

Bramki: 1:0 Arce 21k, 1:1 Caio 46, 1:2 Rodrigo M. 56, 2:2 Arce 58, 3:2 Nunes 66, 3:3 Le 83

SE Palmeiras: ?

Clube de Regatas do Flamengo:?

## Klasyfikacja strzelców bramek
| Gole | Piłkarz                     | Klub                      |
| ---- | --------------------------- | ------------------------- |
| 8    | Romário                     | CR Flamengo               |
| 6    | Marcelo Ramos               | Cruzeiro EC               |
| 5    | Guillermo Barros Schelottto | CA Boca Juniors           |
| 5    | Walter Pandiani             | CA Peñarol                |
| 4    | Euller                      | SE Palmeiras              |
| 4    | Evair                       | SE Palmeiras              |
| 4    | Fernando Baiano             | SC Corinthians Paulista   |
| 4    | França                      | São Paulo FC              |
| 4    | Oséas                       | SE Palmeiras              |
| 4    | Paulo Nunes                 | SE Palmeiras              |
| 4    | Milton Núñez                | Club Nacional de Football |
| 4    | Martín Cardetti             | CA River Plate            |
| 4    | Bernardo Romeo              | San Lorenzo de Almagro    |